# Brennan Menell
Brennan Menell, född 24 maj 1997, är en amerikansk professionell ishockeyback som är kontrakterad till Minnesota Wild i National Hockey League (NHL) och spelar för Iowa Wild i American Hockey League (AHL). Han har tidigare spelat för Vancouver Giants och Lethbridge Hurricanes i Western Hockey League (WHL).
Menell blev aldrig NHL-draftad.

## Statistik
| 2012–2013  | Omaha AAA Lancers       | NAPHL      | 15  | 1  | 3   | 4   | 0  | —  | — | —  | —  | —  |
| 2013–2014  | Chicago Young Americans | HPHL       | 25  | 10 | 17  | 27  | 37 | —  | — | —  | —  | —  |
| 2014–2015  | Vancouver Giants        | WHL        | 57  | 2  | 19  | 21  | 16 | —  | — | —  | —  | —  |
| 2015–2016  | Vancouver Giants        | WHL        | 69  | 7  | 46  | 53  | 36 | —  | — | —  | —  | —  |
| 2016–2017  | Lethbridge Hurricanes   | WHL        | 70  | 12 | 59  | 71  | 29 | 20 | 5 | 12 | 17 | 10 |
| 2017–2018  | Iowa Wild               | AHL        | 72  | 8  | 17  | 25  | 14 | —  | — | —  | —  | —  |
| 2018–2019  | Iowa Wild               | AHL        | 70  | 2  | 42  | 44  | 25 | 11 | 0 | 4  | 4  | 4  |
| 2019–2020  | Minnesota Wild          | NHL        | 1   | 0  | 0   | 0   | 0  | —  | — | —  | —  | —  |
|            | Iowa Wild               | AHL        | 23  | 2  | 17  | 19  | 32 | —  | — | —  | —  | —  |
| NHL totalt | NHL totalt              | NHL totalt | 1   | 0  | 0   | 0   | 0  | —  | — | —  | —  | —  |
| AHL totalt | AHL totalt              | AHL totalt | 165 | 12 | 76  | 88  | 71 | 11 | 0 | 4  | 4  | 4  |
| WHL totalt | WHL totalt              | WHL totalt | 196 | 21 | 124 | 145 | 81 | 20 | 5 | 12 | 17 | 10 |